# أنسيلمو غونزاغا
أنسيلمو غونزاغا هو منافس ألعاب قوى فلبيني، (و. 1906  م).

## وصلات خارجية
- أنسيلمو غونزاغا على موقع اللجنة الأولمبية الدولية (الإنجليزية)
- أنسيلمو غونزاغا على موقع أوليمبيديا (الإنجليزية)